# Moïse et le serpent d'airain (Frontier)

Moïse et le serpent d'airain est une peinture à l'huile sur toile réalisée en 1743 par le peintre français Jean-Charles Frontier (1701-1763), peinte à l'origine pour l'Église Sainte-Croix de Lyon mais qui se trouve aujourd’hui à l’Église Sainte-Blandine de Lyon.

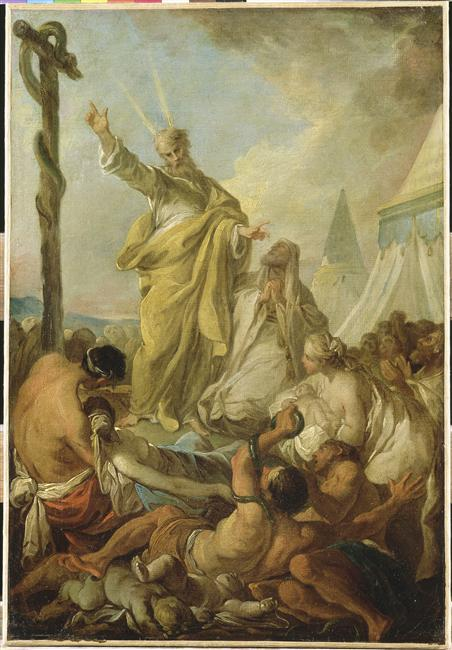
Moise et le Serpent d'Airain, 1743

## Histoire
Cette œuvre aurait été commandée à Frontier lors de son passage à Lyon lors de son retour à Rome en 1739. Elle a été présentée au salon de peinture et de sculpture du Louvre en 1743 (numéro 113 du livret de l'exposition).
Deux œuvres du même thème ont été commandées à deux de ses collègues de l’Académie de France à Rome, Philothée-François Duflos et Jean-Baptiste Marie Pierre, respectivement en 1742 et 1743 mais on ignore les circonstances de ces commandes.
Ce tableau se trouvait dans le chœur de l’église Sainte-Croix de Lyon, réaménagée entre 1738 et 1778. Elle faisait partie d’un groupe de six tableaux représentant le thème de la Croix, qui furent tous dispersés pendant la Révolution française. Parmi ces six tableaux il y avait Isaac portant le bois de son sacrifice de Philothée-François Duflos, peint vers 1746, qui est aujourd’hui perdu, deux tableaux de Franz Anton Krause, Le Portement de croix, perdu, et L’Érection de la croix, 1741 de l'église Saint-Just. Il y avait aussi L’Exaltation de la croix de Jean Restout qui date de 1748 et se trouve au musée des beaux-arts de Lyon, ainsi que L’Invention de la croix par Jean-Baptiste Marie Pierre, actuellement conservée à Nevers. 

## Analyse
Ce tableau représente le passage du Livre de l'Exode dans lequel le bâton de Moïse se transforme en serpent, cet exploit est considéré comme l’un des premiers miracles de Moise. 
La fluidité du trait et la qualité de la couleur dans cette toile font penser aux œuvres de Pierre Charles Trémolières et Pierre Subleyras, avec lesquels il a déjà été confondu, et montre les liens entre les artistes de cette génération et surtout des artistes issus de l'Académie de France à Rome qui ont un style en commun, utilisent les mêmes techniques et généralement les mêmes formats, mais qui ont surtout une envie de représenter des thèmes similaires, comme la représentation de certains passages bibliques.